# Kolvereid
Kolvereid är en tätort och stad som är en av centralorterna i Nærøysunds kommun i Trøndelag fylke i Norge. 
Kolvereid är geografiskt och kommunikationsmässigt centrum i Ytre Namdal. I och med detta har Kolvereid fått en central position som regionens affärs- och arbetscentrum. I Kolvereid har det även tillkommit utbud som tidigare bara fanns utanför distriktet. Detta har påverkat staden betydligt i form av nya arbetstillfällen, utbildningsmöjligheter och ett rikare och mer självförsörjande näringsliv.
Invånarantalet har ökat de senaste åren, den 1 januari 2007 låg det på 1 448 invånare, vilket har gjort Kolvereid till "Norges minsta stad". Detta efter ett beslut i dåvarande Nærøys kommunfullmäktige år 2002. Den dåvarande kommunen hade precis över de 5 000 invånare som stipuleras för bystatus, även om Kolvereid har betydligt färre.
Orten utgjorde tidigare centralort i dåvarande Nærøy kommun.